# Mwezi II
Mwezi II (ur. 1840 lub 1845, zm. 21 sierpnia 1908) – jeden z władców (mwami) Burundi.

## Życiorys
Urodził się jako Gisabo, znany jest w historiografii pod swym imieniem dynastycznym. Gdy król burundyjski wstępował na tron, przyjmował jako swe imię tronowe jedno z czterech szczególnych imion królewskich. Były to kolejno Ntare, Mwezi, Mutaga i Mwambutsa.
Najmłodszy syn i następca Ntare II. Dokładna data jego narodzin jest nieznana, w źródłach pojawiają się chociażby daty 1840 i 1845. Wiadomo, że przyszedł na świat w królewskim kompleksie Mugera w środkowej części kraju. Wychowywał się na wsi, poza zasięgiem powoli pojawiających się w Burundi wpływów europejskich czy azjatyckich. Otrzymał w związku z tym tradycyjne wykształcenie, skupiające się na sztuce wojennej i biegłości w słowie mówionym.
Doszedł do władzy w wyniku gwałtownych walk w łonie rodu panującego, w 1860. Jego panowanie naznaczone było brakiem stabilności i konfliktami wewnętrznymi. Ich główną osią był spór pomiędzy Mwezim i jego synami (znanymi odtąd jako Bezi – „potomkowie Mweziego”), a starszymi braćmi władcy i ich synami (znanymi odtąd jako Batare – „synowie Ntare”). Do końca swych rządów Mwezi usiłował pozbawić Batare ich włości i wpływów, oraz zastąpić ich swoimi synami. Konflikt pomiędzy obydwoma klanami miał przemożny wpływ na życie polityczne Burundi także po śmierci Mweziego, w okresie kolonialnym.
Mwezi usiłował nawiązywać do tradycji burundyjskiego absolutyzmu, czynił to jednakże bez większego powodzenia. Za jego rządów kraj nawiedziła epidemia ospy (1892). Burundi doświadczyło też całkowitego zaćmienia słońca (1889).
Jego panowanie zbiegło się z okresem wzrastającej obecności cesarskich Niemiec w regionie. W 1897 przedstawiciele wojsk Niemieckiej Afryki Wschodniej utworzyli posterunek w wiosce, która stała się zaczątkiem późniejszej burundyjskiej stolicy, Bużumbury. Próbowano wówczas bezskutecznie skontaktować się z Mwezim. Kolejne niemieckie ekspedycje wojskowe, z 1899 i 1903, zmusiły władcę do uległości. 6 czerwca 1903 podpisano traktat z Kigandy, na mocy którego Mwezi oddał się pod opiekę niemiecką, Burundi natomiast stało się protektoratem niemieckim. W 1907 zostało formalnie włączone w struktury Niemieckiej Afryki Wschodniej, przy czym Mwezi zachował formalnie władzę. W ostatnich latach życia wykorzystywał wsparcie Niemców do wzmocnienia swojej pozycji w wewnętrznych rozgrywkach politycznych.
Zmarł 21 sierpnia 1908, krótko po złożeniu wizyty w Bużumburze.
Poślubił 14 kobiet. Doczekał się z nimi łącznie 25 synów i 22 córek.